# Muse音樂學院
Muse音樂學院是日本一所位於東京都澀谷區的专門學校。
在1984年（昭和59年），作為搖滾樂、爵士樂、流行音樂系音樂學校，是日本第一所獲得文部省批准的專門學校。建學精神為「磨練自身」，教育理念為「現場主義」。實踐重視課程的音樂職人培訓。
Muse音樂學院在唱片公司、廣播電台、出版商、錄音室等音樂業界的各種行業中培养了眾多優秀音樂家人才，例如B'z的松本孝弘、e-ZUKA（飯塚昌明)（GRANRODEO）、KOHTA YAMAJI、SHAKA LABBITS的UKI、KING、MAH、藍坊主的藤森真一、KATSUMI等。

## 設置學科

### 日間部
- 演奏科（2年制・4月入學）
  - 吉他専攻
  - 貝斯専攻
  - 爵士鼓専攻
  - 鍵盤手専攻

學校建築有时会與學校法人神代学園・専門學校Muse Mode音樂學院共同使用。

## 變遷
- 1981年 開設日間部2年制課程。
- 1984年 獲得文部省（現：文部科學省）専修學校専門課程（日语：専門課程）（専修學校）批准（第8分野　文化・教養）。
- 1993年 開設最上級課程「碩士學位」。

## 出身者
- 松本孝弘（B'z／吉他）
- KOHTA YAMAJI（吉他）
- FUJI（WANIMA／爵士鼓）
- atagi（Awesome City Club／主唱・吉他）
- 大山聡一（BRADIO／吉他）
- 酒井亮輔（BRADIO／貝斯）
- TAIKING（Suchmos／吉他）
- UKI（SHAKALABBITS／主唱）
- KING（SHAKALABBITS／貝斯）
- MAH（SHAKALABBITS/吉他）
- e-ZUKA（飯塚昌明)（GRANRODEO／吉他）
- 藤森真一（藍坊主／貝斯）
- 内村友美（日语：内村友美）（school food punishment／主唱）
- 木村優（日语：木村優）（主唱）
- KATSUMI（日语：KATSUMI）（主唱）
- 關口誠人（日语：関口誠人）（C-C-B／吉他）
- 上松範康（Elements Garden／作曲家）
- 藤田淳平 （Elements Garden／作曲家）
- 藤間仁 （Elements Garden／作曲家）
- 菊田大介 （Elements Garden／作曲家）
- 中山真斗 （Elements Garden／作曲家）
- 海北大輔（日语：海北大輔）（LOST IN TIME／主唱・貝斯）
- 大岡源一郎（日语：大岡源一郎） （LOST IN TIME／爵士鼓）
- 岡田悟志 （THE LOCAL ART／主唱・爵士鼓）
- 横内武将 （THE LOCAL ART／吉他）
- 前澤寛之（作曲家／動畫『K-ON！輕音部』放學後TEA TIME的『Don't say "lazy"』及『Listen!!』等）
- 大川茂伸（日语：大川茂伸）（作曲家／動畫『魔法老師』『Happy☆Material（日语：ハッピー☆マテリアル）』等）
- 鈴木雄太（日语：鈴木雄太） （Prague／主唱・吉他）
- 金野倫仁 （Prague／貝斯）
- 伊東賢佑 （Prague／爵士鼓）
- 飛蘭（主唱）
- サトウヒロユキ （Jeepta／貝斯）
- 野瀧真一（Dirty Old Men／爵士鼓）
- 光田康典（作曲家）
- 向谷實（日语：向谷実）（Casiopea（日语：カシオペア (バンド)）／電子琴）
- 菊池篤 （Fed MUSIC／貝斯）
- 福井章人 （Fed MUSIC／吉他）
- 秋元雄介 （Fed MUSIC／爵士鼓）
- 大久保伸隆（日语：大久保伸隆） （Something ELse／主唱・吉他）
- 瀧田イサム（日语：瀧田イサム）（Ark Storm、GRANRODEO、六三四Musashi（日语：六三四Musashi）等／貝斯）
- 上条盛也（日语：上条盛也）（PENPALS／吉他）
- 松江潤（日语：松江潤）（SPOOZYS等／吉他）
- JOTARO（FUNKIST／貝斯）
- 佐藤あつし（ats-）（作曲家）
- 迫茂樹（作曲家／第45屆日本唱片大賞金賞）
- バクザン（日语：バクザン）（編曲家／加護亞依／Girls Beat!!等）
- 須長和廣（日语：須長和広）（quasimode等／貝斯）
- 山田マン（日语：山田マン）（ラッパ我リヤ／MC、track maker）
- 石橋沙弥香（MUSIQUA／主唱）
- 森大介（MUSIQUA／貝斯）
- いとをひろみつ（MUSIQUA／電子琴）
- 保道顕（MUSIQUA／吉他）
- 大熊篤（MUSIQUA／爵士鼓）
- 海北真（asobius／貝斯）
- 石川直樹（asobius／爵士鼓）

其他眾多音樂家、作曲家、唱片・PA工程師輩出。

## 交通
学院位于東京都澀谷區千駄谷5-19-9，最近的車站是JR山手線・總武線或者都營地鐵大江戶線的代代木車站。從JR東出口步行2分鐘。

## 外部連結
- 専門学校ミューズ音楽院　専門学校ミューズ・モード音楽院（页面存档备份，存于）